# Mięsień zębaty tylny górny

Mięśnie zębate tylne górne

Mięsień zębaty tylny górny (łac. musculus serratus posterior superior) – w anatomii człowieka czworokątny, cienki mięsień grzbietu należący do grupy mięśni kolcowo-żebrowych. Leży w górnej części grzbietu pod mięśniem równoległobocznym. Przyczep początkowy ma na dolnej części więzadła karkowego, wyrostkach kolczystych dwóch dolnych kręgów szyjnych (C6 i C7) oraz dwóch górnych kręgów piersiowych (Th1 i Th2). Płaskie, szerokie ścięgno początkowe przechodzi w cztery brzuśce równoległe do siebie, kierujące się skośnie w bok i w dół. Przyczep końcowy stanowią powierzchnie zewnętrzne oraz górne brzegi żeber od 2 do 5.
Unaczyniony jest przez gałązki czterech górnych tętnic międzyżebrowych, a unerwiony przez gałązki czterech górnych nerwów międzyżebrowych.
Jego funkcją jest unoszenie górnych żeber, co czyni go pomocniczym mięśniem wdechowym.